# Мицпе Рамон
Мицпе Рамон (хебр. מִצְפֵּה רָמוֹן, арап. متسبي رمون) је град у Јужном округу у Израелу. Налази се у пустињи Негев на надморској висини од 860 метара са погледом на највећи светски цирк ерозије, познат као Махтеш Рамон. Године 2021. имао је 5.178 становника.

## Галерија
- Поглед на град
- Махтеш Рамон
- Махтеш Рамон
- Школа Хар Ханегев